# Skårs naturreservat
Skårs naturreservat är ett naturreservat i Skepplanda socken i Ale kommun i Västergötland.

## Beskrivning
Området är omkring 24 hektar stort, det inrättades 2017 och förvaltas av Västkuststiftelsen. Det gränsar i väster till torpet Mickelsdamm och i öster till Bergsjöns naturreservat. Det är beläget i vildmarksområdet Risveden, i byn Skårs gamla skog. Skogen har varierande ålder, de äldsta granarna och tallarna är omkring 150 år gamla. Det finns även ett stort inslag av döda träd, både stående och nerfallna, som är viktiga för många insekter och för hackspettar. Av särskilt intresse är svampfloran med flera olika arter av taggsvamp, däribland brödtaggsvamp och koppartaggsvamp som är föremål för nationella åtgärdsprogram. Tillsammans med Bergsjöns naturreservat, Färdsleskogens naturreservat och Slereboåns dalgång utgör Skårs naturreservat del av ett drygt 200 hektar stort sammanhängande område av skyddad vildmark.

## Bilder

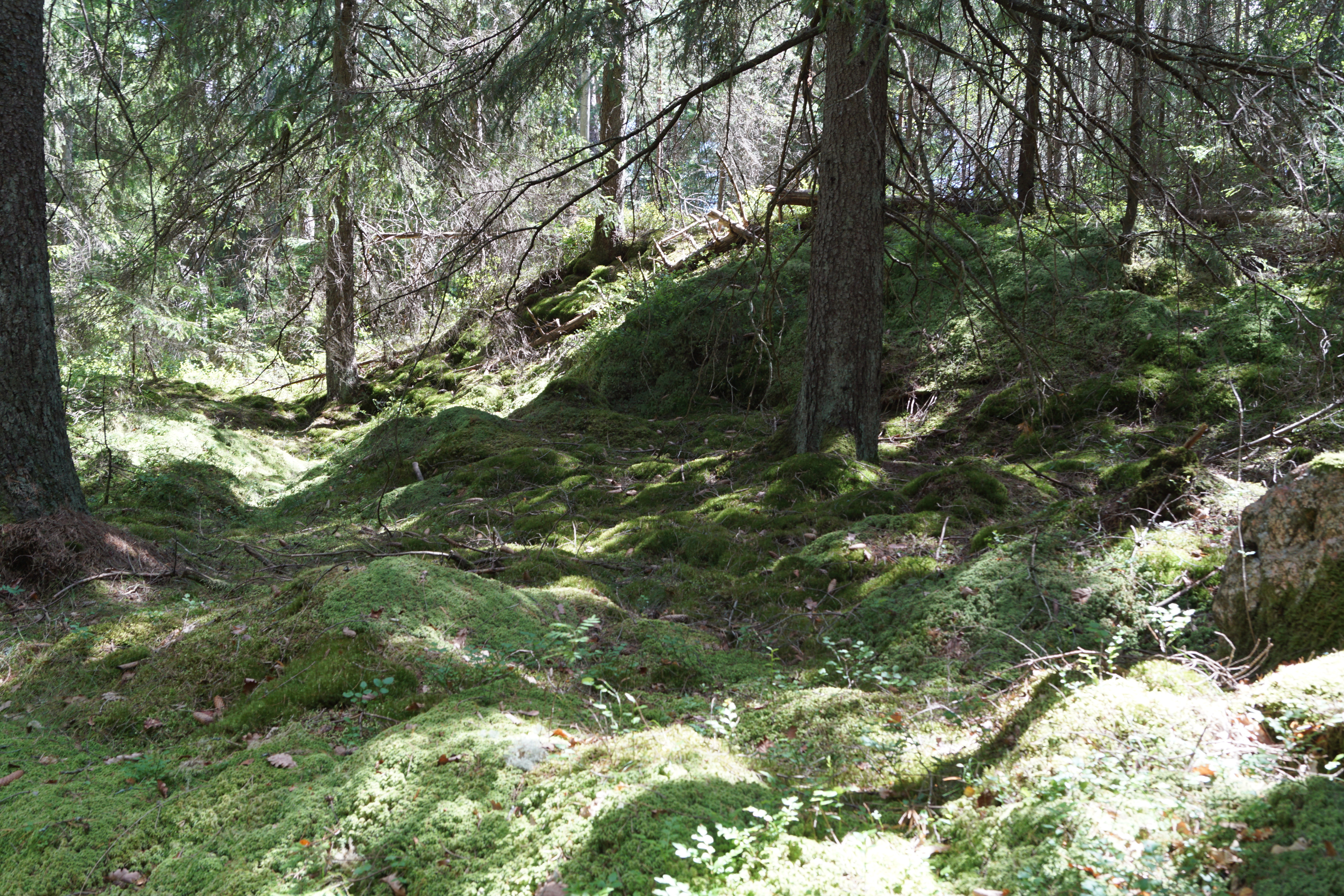
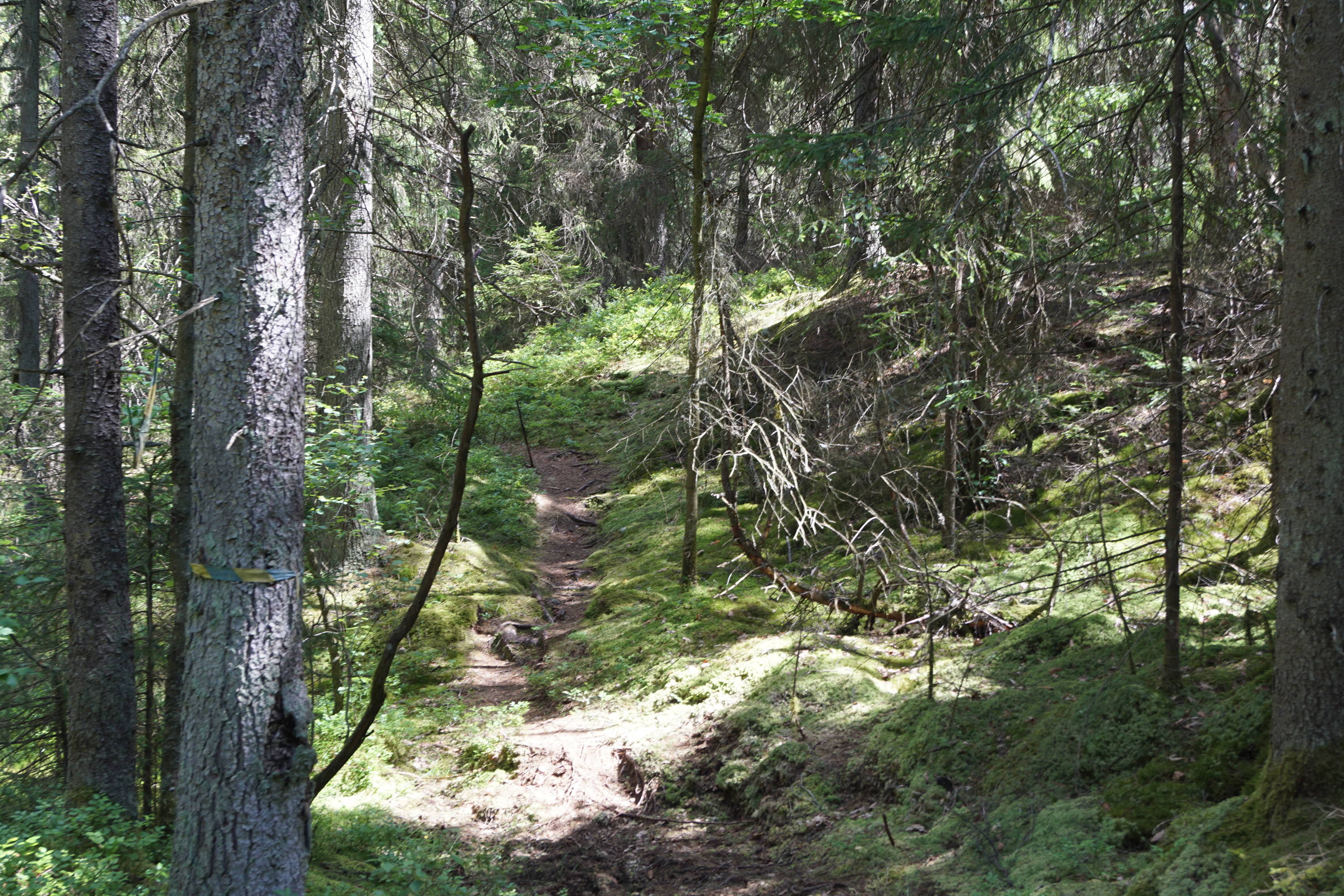
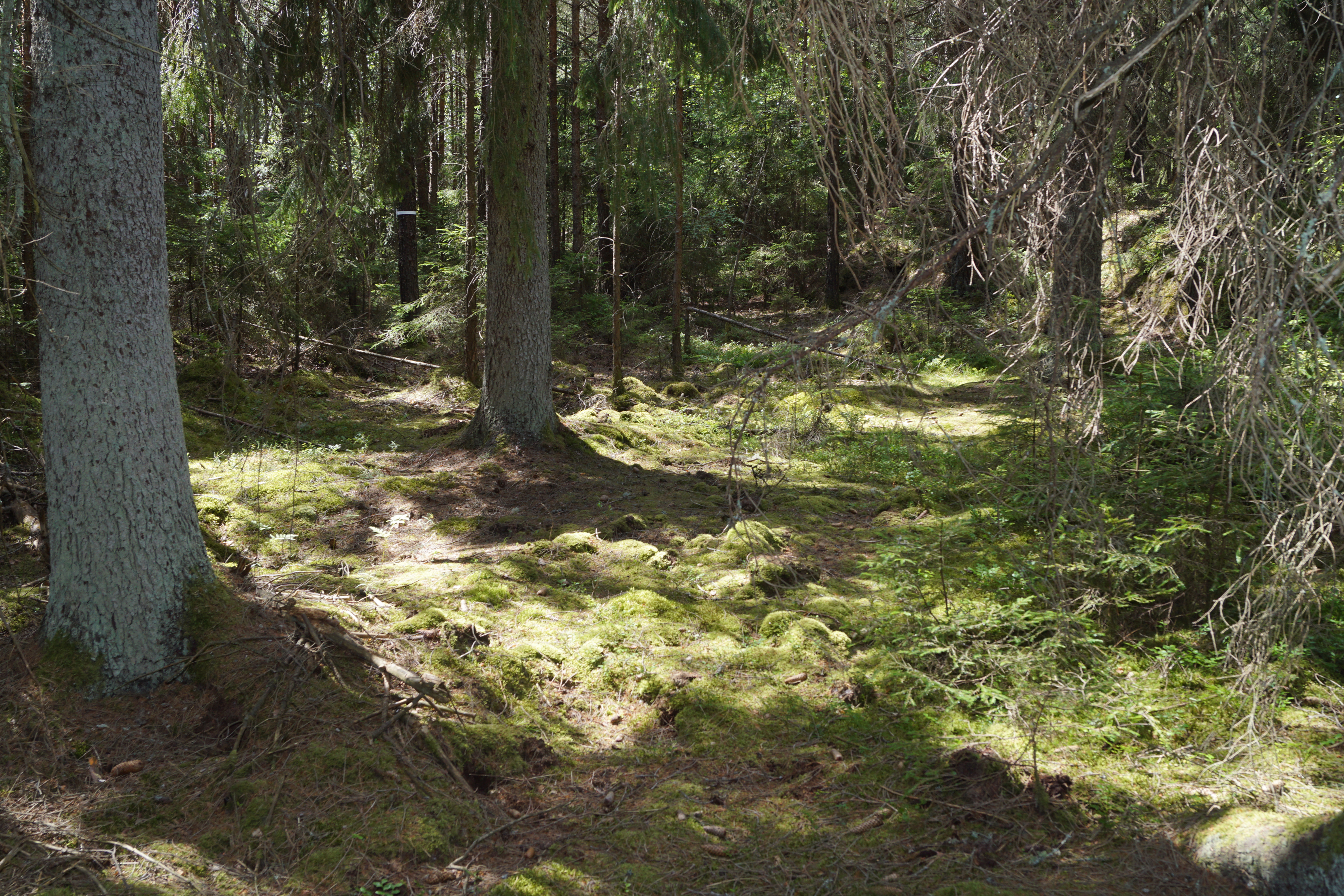
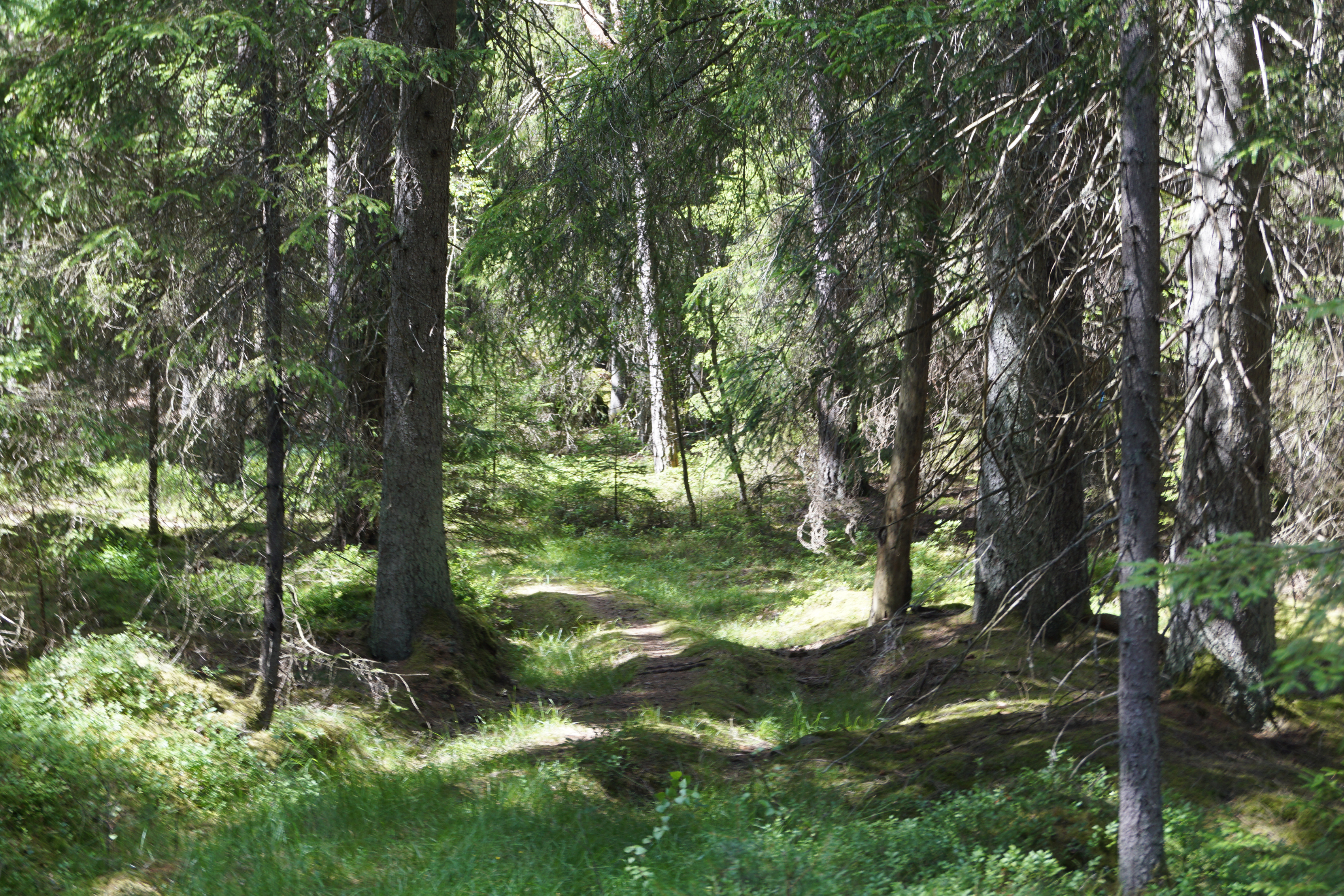